# Hidroelektrarna Lebring
Hidroelektrarna Lebring (nemško Kraftwerk Lebring) je ena izmed hidroelektrarn v Avstriji, ki leži na reki Muri. Spada pod podjetje Verbund Austrian Hydro Power. 